# Shōnai
Shōnai (japanska: 庄内町?, Shōnai-machi) är en landskommun (köping) i Yamagata prefektur i Japan. 
Kommunen bildades 2005 genom en sammanslagning av kommunerna Tachikawa och Amarume.